# James Barr (Theologe)
James Barr (* 20. März 1924 in Glasgow, Schottland; † 14. Oktober 2006 in Claremont, Kalifornien) war ein schottischer presbyterianischer Pfarrer, Hebraist und Alttestamentler.

## Leben
James Barr war der Enkel des Labour-Politikers James Barr (1862–1949). Er besuchte das Daniel Stewart College in Edinburgh. Im Zweiten Weltkrieg war er Pilot eines Torpedobombers der Fliegerabteilung der Royal Navy. Er nahm an Rettungseinsätzen zu Luft und zu Wasser teil. Nach dem Krieg studierte er an der Universität von Edinburgh. 1948 wurde ihm der Scottish MA in Classics mit Honours Degree erteilt. 1950 heiratete er Jane Hepburn, sie hatten zwei Söhne und eine Tochter.
1951 erhielt er den BD im Alten Testament mit Auszeichnung. Für den Dienst der Kirche von Schottland wurde er im gleichen Jahr geweiht. 1951 bis 1953 war er Pfarrer dieser Kirche in Tiberias in Israel, dort lernte er modernes Hebräisch und Arabisch. 1953 bis 1955 war er Professor für Neues Testament im Presbyterian College in Montreal. 1955 bis 1961 lehrte er am New College in Edinburgh an der Universität von Edinburgh Sprache, Literatur und Theologie des Alten Testaments. Am Princeton Theological Seminary in Princeton in New Jersey war er 1961 bis 1965 Professor für Altes Testament. 1965 kehrte er nach Großbritannien zurück, war bis 1976 Professor für semitische Sprachen und Literatur der Victoria Universität Manchester und gab währenddessen u. a. das Journal of Semitic Studies heraus. Von 1976 bis 1978 lehrte er alttestamentliche Bibelexegese am Oriel College in Oxford und war anschließend bis 1989 Regius Professor of Hebrew für Hebräisch und orientalische Sprachen an der Universität Oxford. Seine letzte Professur hatte er an der Vanderbilt-Universität in Nashville in Tennessee 1989–1998 inne. Barr starb acht Jahre später 2006 im kalifornischen Claremont, wo er mit seiner Frau den Lebensabend verbracht hatte.

## Lehre
In The Semantics of Biblical Language von 1961 (deutsch Bibelexegese und moderne Semantik, 1965) kritisierte er die Tendenz vieler Wissenschaftler, sprachlich ungenau und methodisch fehlerhaft zu argumentieren. Oft herrschten falsche Vorstellungen über die Beziehung von Denken und Sprache vor, wobei er sich auf den Schweizer Sprachwissenschaftler Ferdinand de Saussure bezog. In seinem 1968 erschienenen Werk Comparative Philology and the Text of the Old Testament kritisierte er die Neigung, die Bedeutung schwieriger hebräischer Wörter mit ihrer Benutzung in anderen semitischen Sprachen festlegen zu wollen, womit er einen wichtigen Beitrag zur vergleichenden semitischen Philologie leistete.
Barr war auch ein Kritiker der konservativen Evangelikalen, die er 1977 in seinem Buch über den Fundamentalismus angegriffen hatte. Er kritisierte insbesondere James Innell Packer für die Unterstützung der Lehre der Irrtumslosigkeit der Heiligen Schrift, die sogenannte Chicago-Erklärung zur Irrtumslosigkeit der Bibel, die meint, dass die Bibel ohne Fehler sei. Dagegen lobte er Evangelikale wie Frederick Fyvie Bruce und Donald Guthrie für ihre wissenschaftliche Arbeiten. Er bestand darauf, dass es einen Unterschied gebe, was die hebräischen Verfasser der Bibel wussten und sagen wollten, und was von uns heute zu glauben sei.

## Ehrungen
Barr war 1973 Präsident der Society for Old Testament Study (SOTS), und 1978 stand er der British Association for Jewish Studies vor. 1969 wurde er zum Fellow der British Academy und 1993 der American Academy of Arts and Sciences sowie der American Philosophical Society gewählt. 1976 wurde er zum korrespondierenden Mitglied der Göttinger Akademie der Wissenschaften gewählt. Barr war einer der kompetentesten und einflussreichsten Alttestamentler seiner Zeit und wird noch heute wegen seiner gründlichen Forschungen und präzisen Erkenntnissen von Theologen zitiert und geschätzt, so auch vom deutschen Alttestamentler Frank Crüsemann. Seine Einschätzung, dass es dem evangelikalen Fundamentalismus nicht grundsätzlich um die Bibel gehe und was sie sage, sondern um die evangelische Tradition und Lebensweise zu dominieren, wird von Peter Enns als prophetische Aussage angesehen.

## Veröffentlichungen (Auswahl)
- 1961: The Semantics of Biblical Language
- 1968: Comparative Philology and the Text of the Old Testament
- 1973: The Bible in the Modern World
- 1977: Fundamentalism
  - 1986: Mit Gerhard Sauter: Fundamentalismus. Christian Kaiser, München. ISBN 978-3-459013364
- 1980: The Scope and Authority of the Bible
- 1984: Escaping From Fundamentalism (USA: Beyond Fundamentalism)
- 1989: The Variable Spellings of the Hebrew Bible (Schweich Lectures 1986) British Academy by the Oxford University Press, Oxford. ISBN 0-19-726068-3
- 1992: Biblical Faith and Natural Theology (Gifford Lectures 1990–1991) Clarendon Press, Oxford. ISBN 0-19-826205-1
- 1999: The Concept of Biblical Theology: an Old Testament perspective
- 2004: Of Metaphysics and Polynesian Navigation (Article in anthology Seeing God Everywhere World Wisdom)
- 2005: History and Ideology in the Old Testament: biblical studies at the end of a millennium
- 2013: Bible and Interpretation: The Collected Essays of James Barr, Volumes I-III. Oxford University Press, Oxford. ISBN 9780198261926